# Hallonbergen
Hallonbergen – skalna stacja sztokholmskiego metra, położona w gminie Sundbyberg, w dzielnicy Hallonbergen. Leży na niebieskiej linii (T11), między stacjami Näckrosen a Kista. Dziennie korzysta z niej około 4400 osób.
Stacja leży na głębokości 28 metrów. Posiada jedno wyjście znajdujące się w centrum handlowym Hallonbergen centrum, przy Hallonbergs plan. Otwarto ją 31 sierpnia 1975, posiada dwa perony z 3 krawędziami peronowymi. Spowodowane jest to wykorzystywaniem stacji na dwóch liniach, początkowo składy metra jeździły na trasie Hjulsta-T-Centralen (tory ułożone są między Hallonbergen a Rinkeby, dziś znajduje się tam stacja postojowa Rissnehallen). 5 czerwca 1977 otwarto odcinek do Akalli, a 19 sierpnia 1985 pociągi linii T-10 do Hjulsty przestały jeździć przez stację, uruchomiono bowiem odcinek Rissne-Huvudsta. Peron z jedną krawędzią wykorzystywany jest w kierunku Akalla, drugi z dwoma w kierunku Kungsträdgården (w użytkowaniu jest jedna krawędź, przy drugiej sporadycznie zatrzymują się puste składy czekające na możliwość wjazdu do Rissnehallen). Między Hallonbergen a Kistą znajduje się nieukończona stacja Kymlinge.
Wnętrze stacji stworzyli Elis Eriksson (1975) i Gösta Wallmark (1982), utrzymane jest w bieli z dodatkami wielu innych barw. Stacja wygląda jakby stworzyły ją dzieci, na ścianach widnieją różnokolorowe obrazki i napisy, na posadzce można grać w klasy. Są tutaj również metalowe rzeźby.

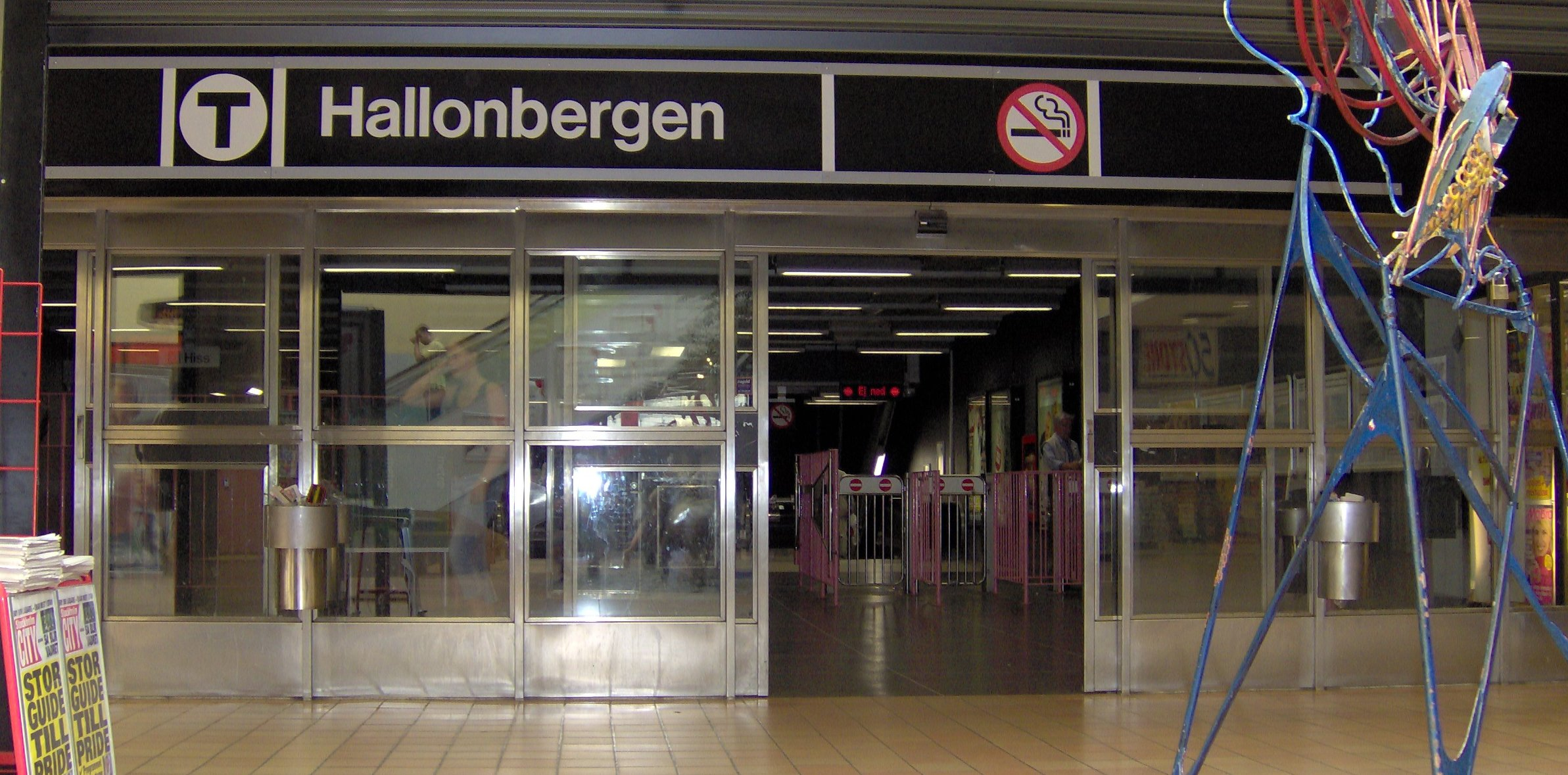
Wejście do stacji

## Czas przejazdu
| Linia | Stacja          | Czas przejazdu | Stacja                                 | Czas przejazdu      |
| T11   | Akalla          | 8 min          | Västra skogen Fridhemsplan T-Centralen | 6 min 10 min 13 min |
| T11   | Kungsträdgården | 15 min         | Västra skogen Fridhemsplan T-Centralen | 6 min 10 min 13 min |

## Otoczenie
W najbliższym otoczeniu stacji znajdują się:
- Hallonbergen centrum
- Hallonbergs skolan
- Cmentarz
- S:t Petrus Syrisk Ortodoxa kyrka
- Jezioro Lötsjön